# لولا سانشيز
لولا سانشيز (بالإنجليزية: Lola Sánchez)‏ هي جاسوسة أمريكية، ولدت في 1844 في آرمسترونغ ‏ في الولايات المتحدة، وتوفيت في 1895.